# Agromyza alnibetulae
Agromyza alnibetulae är en tvåvingeart som beskrevs av Friedrich Georg Hendel 1931. Agromyza alnibetulae ingår i släktet Agromyza och familjen minerarflugor.
Artens utbredningsområde är Sverige. Arten är reproducerande i Sverige. Inga underarter finns listade i Catalogue of Life.